# NGC 1087

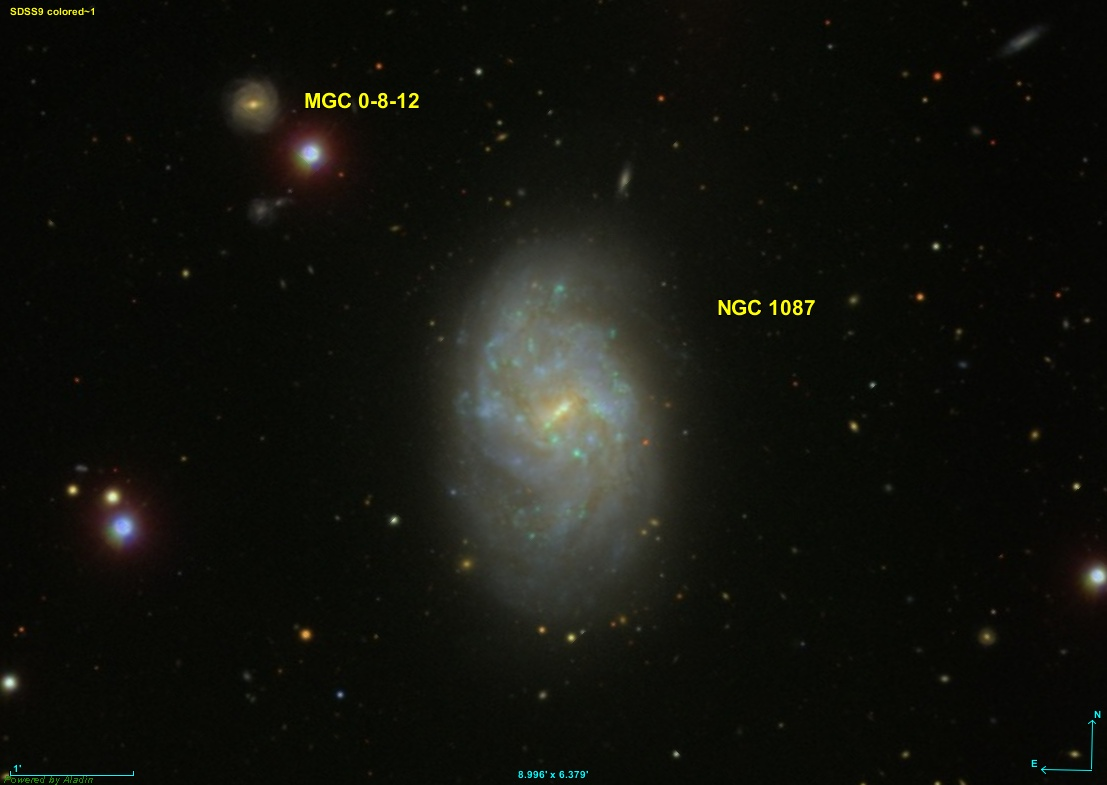

NGC 1087은 고래자리에 위치한 불규칙 은하이자 나선 은하이다.